# Peristedion nesium
Peristedion nesium is een straalvinnige vissensoort uit de familie van de pantserponen (Peristediidae). De wetenschappelijke naam van de soort is voor het eerst geldig gepubliceerd in 2010 door Bussing.